# Chilocorus orbus
Chilocorus orbus är en skalbaggsart som beskrevs av Thomas Casey 1899. Chilocorus orbus ingår i släktet Chilocorus och familjen nyckelpigor. Inga underarter finns listade i Catalogue of Life.